# دهه ۲۵۰ (میلادی)
دهه ۲۵۰ (میلادی) دهه بیست و پنجم تقویم میلادی است.

## درگذشتگان
‎